# Ezri Dax
Ezri Dax – postać fikcyjna, bohaterka siódmego sezonu, serialu Star Trek: Deep Space Nine, pojawia się w sezonie siódmym. Ezri jest przedstawicielem humanoidalnej rasy Trillów, dziewiątym w kolejności gospodarzem symbionta Dax. W rolę Ezri wciela się Nicole de Boer.

## Życiorys
Przed połączeniem z Dax nazywała się Ezri Tigan. Urodziła się na planecie New Sydney, w systemie Sappora. Ukończyła Akademię Gwiezdnej Floty.
Ezri była podporucznikiem na pokładzie USS Destiny, który transportował symbionta Dax na planetę Trill, po śmierci Jadzi Dax. W momencie pogorszenia się zdrowia Dax, jedynym dla niego ratunkiem było wykonanie procedury połączenia. Spośród wszystkich członków załogi tylko Ezri była niepołączonym Trillem. Operacja połączenia odbyła się po piętnastominutowym przygotowaniu przez pokładowego doktora, nie-Trilla. Już jako Ezri Dax zostaje awansowana na stopień porucznika oraz przeniesiona na stacje kosmiczną Deep Space Nine, gdzie obejmuje stanowisko doradcy. Ezri, która nigdy nie przeszła szkolenia, wymaganego dla kandydatów na gospodarzy symbiontów, przez długi czas po połączeniu ma problemy z przystosowaniem się do nowych warunków. Ogrom wspomnień, doświadczeń i uczuć przechowywanych przez Dax, zmienia jej charakter. Początkowo czuje się niepewnie, podlega nagłym wahaniom nastroju. Odkrywa, że podróże z prędkością Warp wywołują u niej mdłości. Z czasem nabiera jednak samokontroli i szybko integruje się z załogą stacji.